# 東神奈川駅

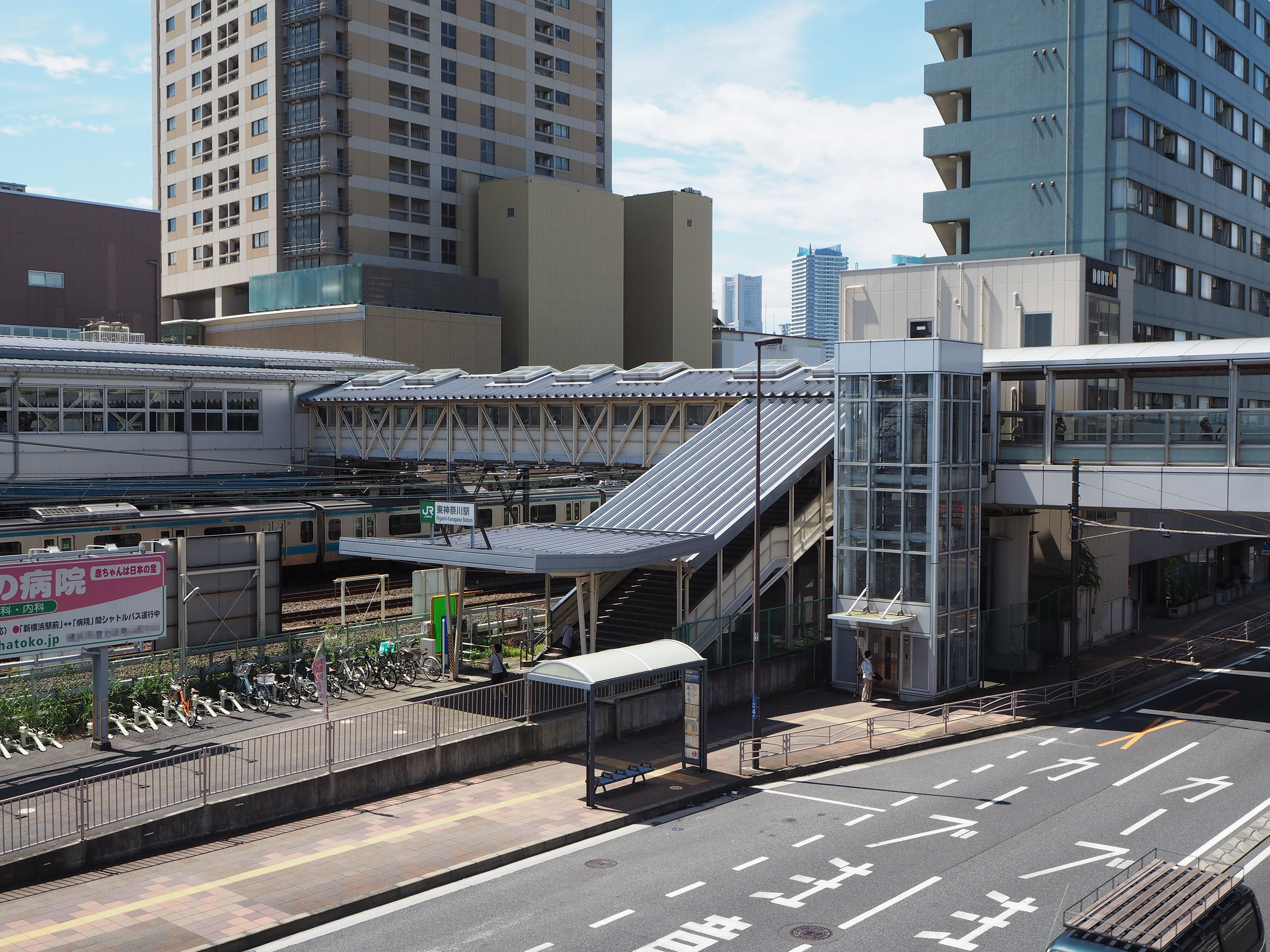
西口（2015年7月）

東神奈川駅（ひがしかながわえき）は、神奈川県横浜市神奈川区東神奈川一丁目にある、東日本旅客鉄道（JR東日本）の駅である。

## 乗り入れ路線
当駅に乗り入れている路線は、線路名称上は東海道本線と横浜線の2路線で、そのうち東海道本線を当駅の所属線としているが、東海道本線は電車線を走行する京浜東北線電車のみが停車し、列車線を走行する東海道線列車は停車せず、旅客案内では「東海道（本）線」は使用されていない。したがって、当駅は京浜東北線と横浜線との乗換駅として案内されている。また横浜線は当駅が起点となっているが、一部電車は京浜東北線とともに横浜駅を経て根岸線へ直通する。
- 京浜東北線 - 電車線を走行する東海道本線・東北本線の近距離電車。横浜駅から根岸線への直通運転も実施している。駅番号はJK 13。
- 横浜線 - 当駅を起点として横浜市と多摩地域を結ぶ路線。駅番号はJH 13。

特定都区市内制度における「横浜市内」に属する。

## 歴史
東神奈川駅は東海道本線上にある駅であるが、この区間の東海道本線開通時にはまだなく、横浜と八王子を結ぶことを目的として建設された私鉄の横浜鉄道（後の横浜線）が、東海道本線との接続駅として建設した。横浜鉄道では、横浜側の接続駅として神奈川駅や平沼駅などを検討していたが、土地が狭いなどの理由で、東神奈川駅の位置において接続する方針となった。こうして1908年（明治41年）9月23日に、横浜鉄道線の開通とともに東神奈川駅は開設された。国鉄側の設備も含めて横浜鉄道の費用負担で建設されている。
さらに横浜鉄道では、経営陣を同じくする横浜倉庫を通じてこのあたりの沖合を埋め立てて岸壁と倉庫を建設し、そこに鉄道を乗り入れて海陸連絡を図る構想を持っていた。このため東神奈川駅からさらに海側へ延伸する免許を取得し、1911年（明治44年）12月10日に海神奈川駅までの支線が開通した。しかし結局より沖合の埋立免許を取得して岸壁を建設することができなかったため、この支線は横浜倉庫の倉庫群への連絡鉄道に留まった。この当時、東神奈川駅のすぐ海側にはすでに京浜電車（後の京急本線）が通っていたため、貨物支線を通すために仲木戸駅（現：京急東神奈川駅）付近を高架化する工事を行っている。この横浜鉄道線は1910年（明治43年）4月1日から国鉄が全線を借り受けて営業することになり、1917年（大正6年）10月1日付で正式に国有化され、国鉄横浜線となった。
大正時代初期の、1912年（大正元年）9月現在の停車場平面図によれば、線路の海側に駅本屋があり、これに面する番線を横浜鉄道が使用し、また駅舎の両側に側線群があった。さらに島式ホームが2つあり、これらの島式ホームに挟まれた2本の番線を国鉄東海道本線が使用する構造となっていた。海神奈川へ至る支線は、駅より北側で分岐して海へ向けてカーブを切っていた。
1914年（大正3年）12月20日、東京駅の開業に合わせて東京と高島町（2代目横浜駅付近に位置していた駅）の間で京浜線電車（後の京浜東北線）の運転が開始された。しかし開業を急ぐあまり準備が不十分で故障が相次ぎ、12月26日に運転中止に追い込まれた。運転再開は1915年（大正4年）5月10日となった。また、京浜線電車の運転が開始されたのちも、しばらくの間は東海道本線の蒸気機関車牽引列車が東神奈川駅にも停車していた。1915年（大正4年）12月30日から蒸気機関車列車の停車は廃止された。京浜線電車開通に伴う東神奈川駅付近の配線変更などは判然としない。1917年（大正6年）6月17日には、高島駅までの東海道本線貨物支線が開通した。
国鉄買収後の横浜線は、東京に近くかつダイヤが過密でないという特性が便利であったこともあり、各種の試験に用いられたが、その一環として1925年（大正14年）4月4日には当駅から原町田駅（現在の町田駅）までの区間が電化されている。これは横浜線に電車を運転するためのものではなく、東海道本線における電車や電気機関車の運転を担当する乗務員の訓練や試験に用いるものであった。この設備を生かして横浜線の電車運転が開始されるのは、1932年（昭和7年）10月1日からであった。この電車運転開始に合わせて、京浜線と横浜線の間の渡り線の新設やホームの扛上などが行われ、横浜線の電車が京浜線に乗り入れて桜木町駅まで走るようになった。横浜線が蒸気機関車で運転されていた時代には、駅舎側のホームの行き止まりになる部分に1番線があり、ここで横浜線の列車が発着していたが、電車運転開始により桜木町への直通のために2番線使用が普通となり、後に1番線は埋め立てられて倉庫などに転用された。
第二次世界大戦に際しては、1945年（昭和20年）5月29日に横浜大空襲で東神奈川駅舎は全焼した。また横浜線電車の桜木町直通は、いったん戦時中に打ち切りとなり、戦後1959年（昭和34年）4月13日から再開されている。この間、横浜港における貨物輸送の変化などから、海神奈川および東高島への支線が1959年4月1日に同時に廃止となった。
1960年（昭和35年）に橋上駅舎が使用開始され、これに合わせて自由通路も併設された。1968年（昭和43年）3月20日付で、横浜線の東神奈川 - 大口間の複線化が完成した。この際に東神奈川構内の配線変更が行われ、3番線が横浜線専用となった。これにより京浜東北線北行と同一プラットホームでの乗換ができるようになった。
1985年（昭和60年）3月10日のダイヤ改正に際して、横浜線の輸送改善のためにそれまで2面3線であった当駅の配線を、2面4線化する改良工事が行われた。具体的には、2番線のあるプラットホームの海側に1番線を新設し、それまで約100 m新子安側にずれていた京浜東北線南行ホームを北行ホームとほぼ同じ位置に揃えるように工事を行った。この変更後、1番線が京浜東北南行、2番線と3番線が横浜線、4番線が京浜東北北行という配置になった。またこの工事に合わせて、国鉄で最初の電子連動装置の実運用が開始された。
2013年（平成25年）3月16日付のダイヤ改正で、4番線が京浜東北線専用ホームから京浜東北線と横浜線の兼用ホームに変更になり、横浜方面から直通する横浜線の一部（平日のみ）が、4番線の発着となった（それ以前は臨時列車やダイヤ混乱時のみ横浜線の4番線発着があった）。そのため、誤乗防止の目的でラインカラーを点灯するインジケーター付のLED照明器具が導入された（運用開始は9月15日）。

### 年表
- 1908年（明治41年）9月23日：横浜鉄道線（後の横浜線）が八王子駅まで開通し、国鉄東海道本線と横浜鉄道線の接続駅として開業[1]。
  - 当時、国鉄に神奈川駅（後に廃止）が存在したため、頭に「東」を冠した。
- 1911年（明治44年）12月10日：横浜鉄道の貨物支線が海神奈川駅まで開通。
- 1914年（大正3年）
  - 12月20日：京浜電車（京浜東北線の前身）運行開始。
  - 12月26日：京浜電車の故障頻発により運転中止。
- 1915年（大正4年）
  - 5月10日：京浜電車運転再開。
  - 12月30日：蒸気機関車列車の停車廃止。
- 1917年（大正6年）
  - 6月17日：高島駅までの貨物支線開通。
  - 10月1日：横浜鉄道が国有化。
- 1925年（大正14年）4月4日：横浜線東神奈川 - 原町田（現町田）間電化完成。
- 1930年（昭和5年）4月1日：東神奈川までの貨物支線が、横浜線から東海道本線に所属変更。
- 1932年（昭和7年）10月1日：横浜線原町田までの電車運転開始、桜木町までの乗り入れ開始[11]。
- 1945年（昭和20年）5月29日：横浜大空襲で駅舎が全壊する。
- 1959年（昭和34年）
  - 4月1日：営業範囲を「一般運輸営業」から「旅客、手荷物及び小荷物。ただし、配達はしない。」へ改正し[23]、貨物取り扱いを廃止。同時に東高島駅および海神奈川駅までの貨物支線が廃止[24]。
  - 4月13日：横浜線の桜木町乗り入れ再開。
- 1960年（昭和35年）9月1日：橋上駅舎化および自由通路開設[25]。
- 1966年（昭和41年）7月31日：横浜市電の東神奈川駅前電停（東口）が廃止になる。
- 1968年（昭和43年）
  - 3月20日：横浜線東神奈川 - 大口間複線化完成、これに合わせて東神奈川構内の配線変更。
  - 8月31日：横浜市電の東神奈川駅西口電停が廃止になる。
- 1974年（昭和49年）10月1日：営業範囲を「旅客、荷物」へ改正する[26]。
- 1984年（昭和59年）2月1日：荷物の取り扱いを廃止[27]。
- 1985年（昭和60年）3月10日：1番線を増設して2面4線化工事完成、国鉄最初の電子連動装置の実運用を開始（大同信号製）。
- 1987年（昭和62年）
  - 3月31日：荷物（新聞紙に限る）の取り扱いを再開[28]。
  - 4月1日：国鉄分割民営化に伴い、東日本旅客鉄道（JR東日本）の駅となる[1]。
- 1992年（平成4年）6月12日：自動改札機を設置し、使用を開始する[29]。
- 1996年（平成8年）2月21日：発車メロディを導入。
- 2001年（平成13年）11月18日：ICカード「Suica」の利用が可能となる。
- 2013年（平成25年）9月15日：インジケーター付き照明の運用開始。
- 2015年（平成27年）8月26日：2・3番線の発車メロディを変更。
- 2018年（平成30年）12月27日：1・4番線でホームドアの使用を開始[30]。
- 2025年（令和7年）度：2・3番線でスリットフレームホームドアの使用を開始（予定）[31]。

## 駅構造
10両編成対応の島式ホーム2面4線を有し、橋上駅舎が設置されている地上駅である。ホームは北東から南西に延び、東口および西口を持つ。改札とホームは南側から階段・エレベーター・上下各1台のエスカレーターで連絡しているほか、北側に乗換え専用の階段がある。
当駅の北方で京浜東北線の複線の内側から横浜線の複線が分岐し、高架で東海道・横須賀・京浜東北の各線を乗り越えていく。外側2線を京浜東北線、内側2線を横浜線が使用する。また、横浜線および京浜東北線・根岸線の車両基地として鎌倉車両センター東神奈川派出所が北東側に併設されている。

### のりば
番線は東から順に付番され、東側のホームに1・2番線、西側のホームに3・4番線を設置している。京浜東北線電車と横浜線電車で使用番線を分けているが、一部2番線から京浜東北線電車が発車する。
| 番線       | 路線       | 方向                       | 行先                           | 備考            |
| ---------- | ---------- | -------------------------- | ------------------------------ | --------------- |
| 1          | 京浜東北線 | 南行                       | 横浜・関内・大船方面           |                 |
| 2          | 京浜東北線 | 南行                       | 横浜・関内・大船方面           | 横浜線から直通  |
| 2          | 横浜線     | 下り                       | 新横浜・町田・橋本・八王子方面 | 一部列車は1番線 |
| 3          | 横浜線     | 下り                       | 新横浜・町田・橋本・八王子方面 | 一部列車は4番線 |
| 4          | 横浜線     | 下り                       | 新横浜・町田・橋本・八王子方面 |                 |
| 京浜東北線 | 北行       | 品川・東京・上野・大宮方面 | 一部列車は2番線                |                 |

（出典：JR東日本:駅構内図）
- 京浜東北線においては、早朝と平日朝ラッシュ時に各1本横浜方面へ、平日夕方に1本東京方面へ、それぞれ当駅始発電車が設定されている。
  - 留置線から4番線へは直接進入できない構造になっている。このため、京浜東北線北行（東京方面）の平日16時台の当駅始発は2番線を使用する。

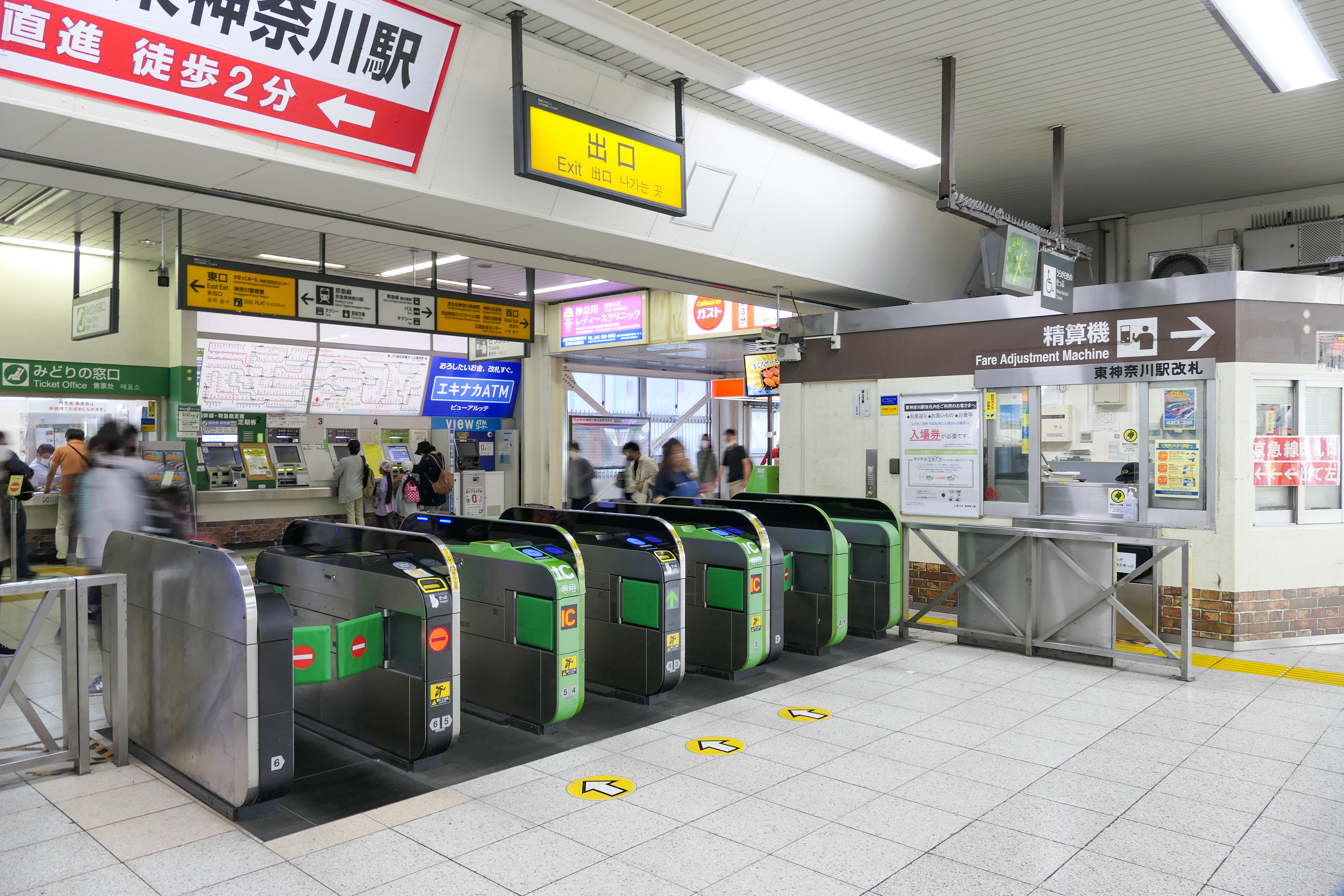
改札口（2023年5月）
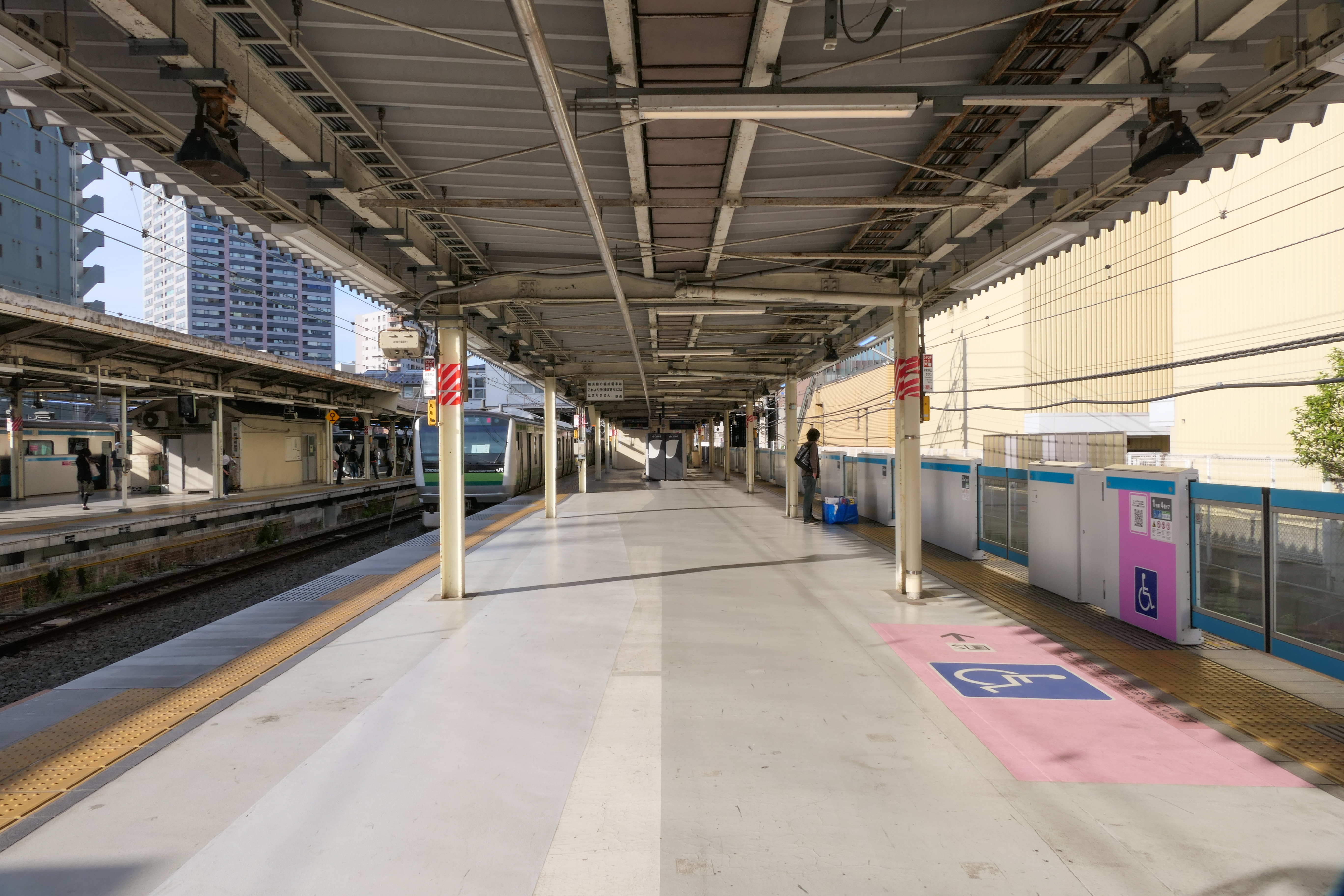
1・2番線ホーム（2023年5月）
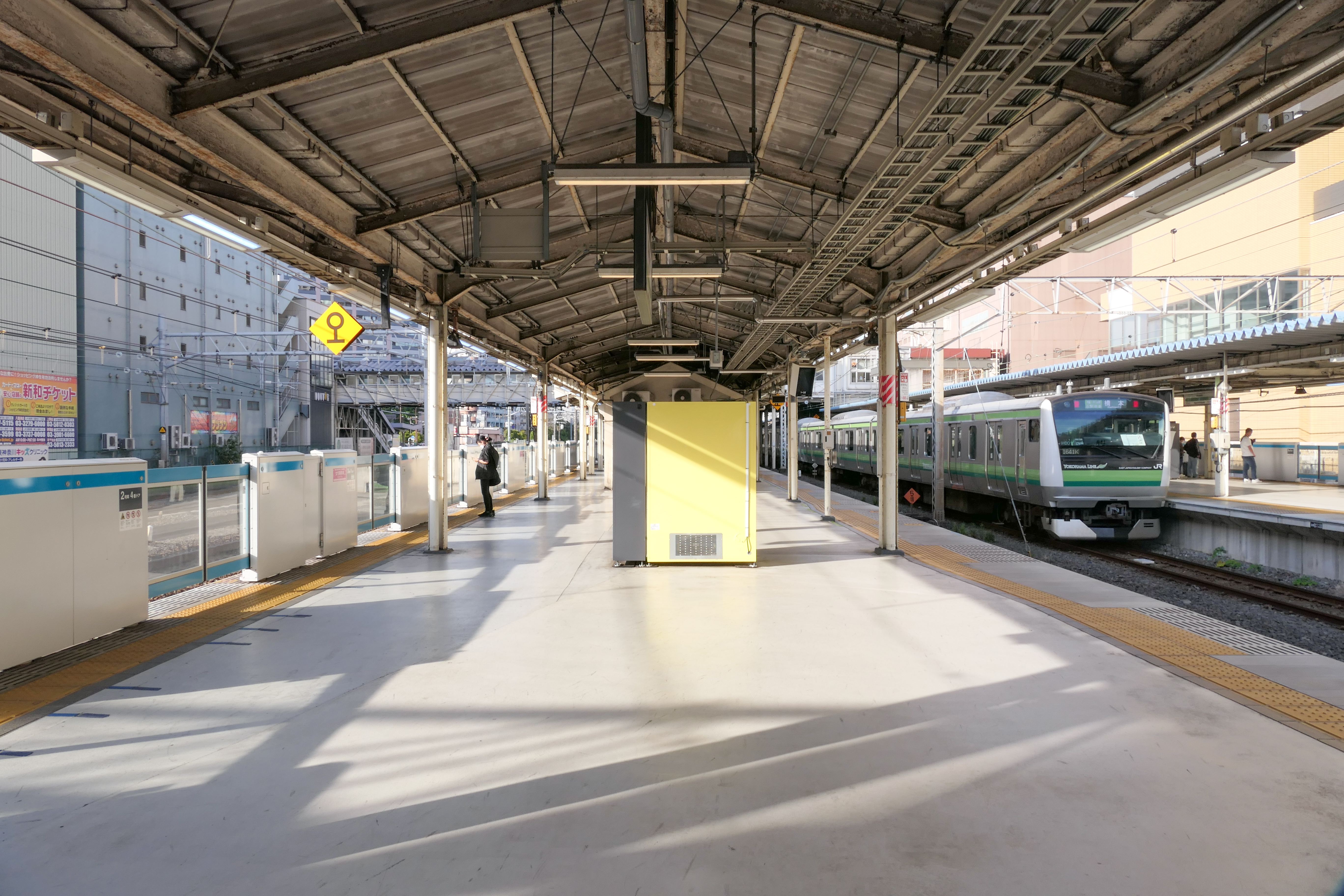
3・4番線ホーム（2023年5月）
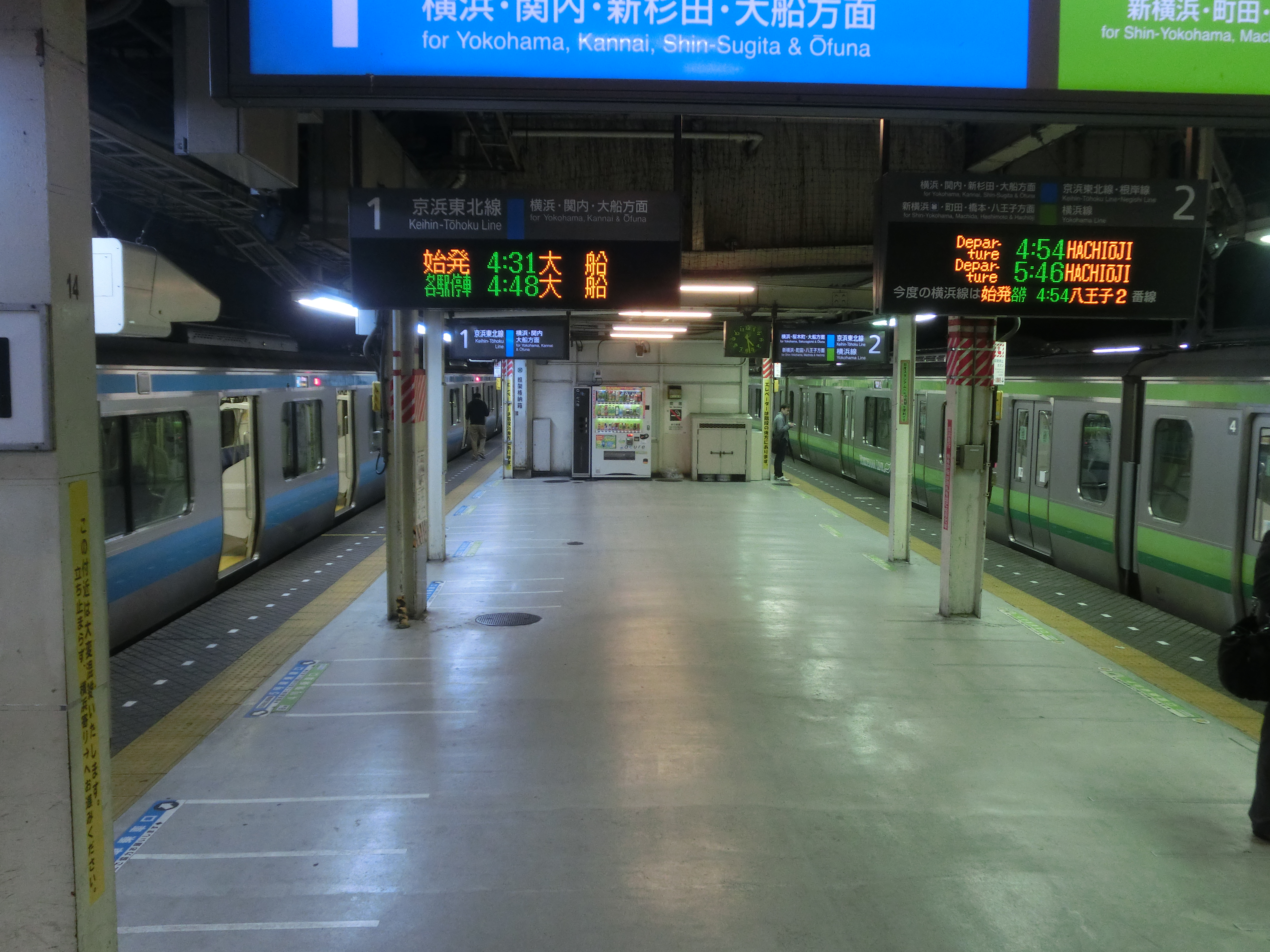
当駅始発の京浜東北線と横浜線（2016年）

### 発車メロディ
1996年2月21日より、全てのホームで東洋メディアリンクス制作の発車メロディを使用していたが、2015年8月26日に、2・3番線のメロディをスイッチ制作のものに変更している。
| 1 |    | Water Crown      |
| 2 |    | 窓の花飾り       |
| 3 |    | 木もれ陽の散歩道 |
| 4 | JH | Verde Rayo       |

### 駅構内設備
- 売店など
  - NewDays東神奈川店 - 改札外。改札を出て左手すぐ
  - スシロー To Go JR東神奈川駅店 - 改札外。改札を出て右手すぐ
  - 日栄軒（立ち食いそば屋） - 3・4番線ホーム横浜方階段下
  - シュークリーム専門店 ビアードパパ
- みどりの窓口、自動券売機、自動改札機、自動精算機設置。
- トイレは改札階、1・2番線へのエレベーター付近にある。

改札内駅コンコースには、2～3店分の店舗用地が確保されている。

## 乗車券の区間外乗車の特例
当駅周辺には、3つの運賃計算の特例が設定されている。いずれも途中下車しない限り横浜駅 - 当駅間の折り返し乗車を認めるものであるが、いずれも別個の規定であり、適用範囲が異なっている。
1. 当駅に停車しない列車[注釈 2]に乗車して、大口以遠 - 新子安以遠[注釈 3]を乗り継ぐ場合（定期券を除く）[32]。
2. （横須賀線の新川崎駅・武蔵小杉駅・西大井駅、あるいは武蔵小杉駅から南武線経由の各駅） - （当駅あるいは当駅から横浜線経由の各駅）間に乗車する場合[33]。
3. 羽沢横浜国大駅（相鉄線直通を含む） -  （当駅あるいは当駅から横浜線経由の各駅）間に乗車する場合、羽沢横浜国大駅 - （鶴見駅[注釈 4]） - 武蔵小杉駅 - （鶴見駅） - （当駅） - 横浜駅 - 当駅と乗車できる[33]。

以上を表にまとめると、以下のようになる。なお、以下の表の○は特例が適用されるもの、×は適用されないものである。そして、横須賀線経由としての特例が適用されるのは、新川崎駅・武蔵小杉駅・西大井駅で乗降する場合、あるいは武蔵小杉駅から南武線経由の場合のみである (※)。横須賀線で品川 - 鶴見間を乗り通すと、経路特定区間により東海道線経由とみなされる。
| ＼       | ＼           | 乗降駅     | 乗降駅             | 乗降駅           |
| ＼       | ＼           | 当駅で乗降 | 横浜線（非定期券） | 横浜線（定期券） |
| -------- | ------------ | ---------- | ------------------ | ---------------- |
| 乗車路線 | 東海道線     | ×          | ○                  | ×                |
| 乗車路線 | 横須賀線 (※) | ○          | ○                  | ○                |
| 乗車路線 | 相鉄線直通   | ○          | ○                  | ○                |

## 利用状況
2023年度（令和5年度）の1日平均乗車人員は33,583人である。横浜線の起点駅だが、利用者は少ない。この理由の一つは、当駅の隣の駅が横浜駅であるため、利用者の多くがそちらに流れるためである。ただし、当駅発着の横浜線電車利用客の大半は京浜東北・根岸線の横浜方面や川崎方面への乗換え客のため、ラッシュ時は特に混雑する。
1991年度（平成3年度）以降の推移は下記の通り。
| 年度               | 1日平均 乗車人員 | 出典       |
| ------------------ | ---------------- | ---------- |
| 1991年（平成03年） | 22,635           |            |
| 1992年（平成04年） | 23,285           |            |
| 1993年（平成05年） | 23,600           |            |
| 1994年（平成06年） | 23,903           |            |
| 1995年（平成07年） | 23,681           | [ 統計 2 ] |
| 1996年（平成08年） | 23,984           |            |
| 1997年（平成09年） | 23,381           |            |
| 1998年（平成10年） | 23,553           | [ * 1 ]    |
| 1999年（平成11年） | 23,719           | [ * 2 ]    |
| 2000年（平成12年） | 23,980           | [ * 2 ]    |
| 2001年（平成13年） | 24,236           | [ * 3 ]    |
| 2002年（平成14年） | 25,867           | [ * 4 ]    |
| 2003年（平成15年） | 26,869           | [ * 5 ]    |
| 2004年（平成16年） | 27,813           | [ * 6 ]    |
| 2005年（平成17年） | 28,751           | [ * 7 ]    |
| 2006年（平成18年） | 29,352           | [ * 8 ]    |
| 2007年（平成19年） | 29,354           | [ * 9 ]    |
| 2008年（平成20年） | 29,952           | [ * 10 ]   |
| 2009年（平成21年） | 30,373           | [ * 11 ]   |
| 2010年（平成22年） | 30,965           | [ * 12 ]   |
| 2011年（平成23年） | 31,615           | [ * 13 ]   |
| 2012年（平成24年） | 32,553           | [ * 14 ]   |
| 2013年（平成25年） | 33,899           | [ * 15 ]   |
| 2014年（平成26年） | 34,119           | [ * 16 ]   |
| 2015年（平成27年） | 35,304           | [ * 17 ]   |
| 2016年（平成28年） | 35,984           | [ * 18 ]   |
| 2017年（平成29年） | 36,690           | [ * 19 ]   |
| 2018年（平成30年） | 37,378           |            |
| 2019年（令和元年） | 37,577           |            |
| 2020年（令和02年） | 27,918           |            |
| 2021年（令和03年） | 29,423           |            |
| 2022年（令和04年） | 32,010           |            |
| 2023年（令和05年） | 33,583           |            |

## 駅周辺
当駅は横浜市神奈川区の中心駅であり、公共施設なども周辺に集中している。

### 東口

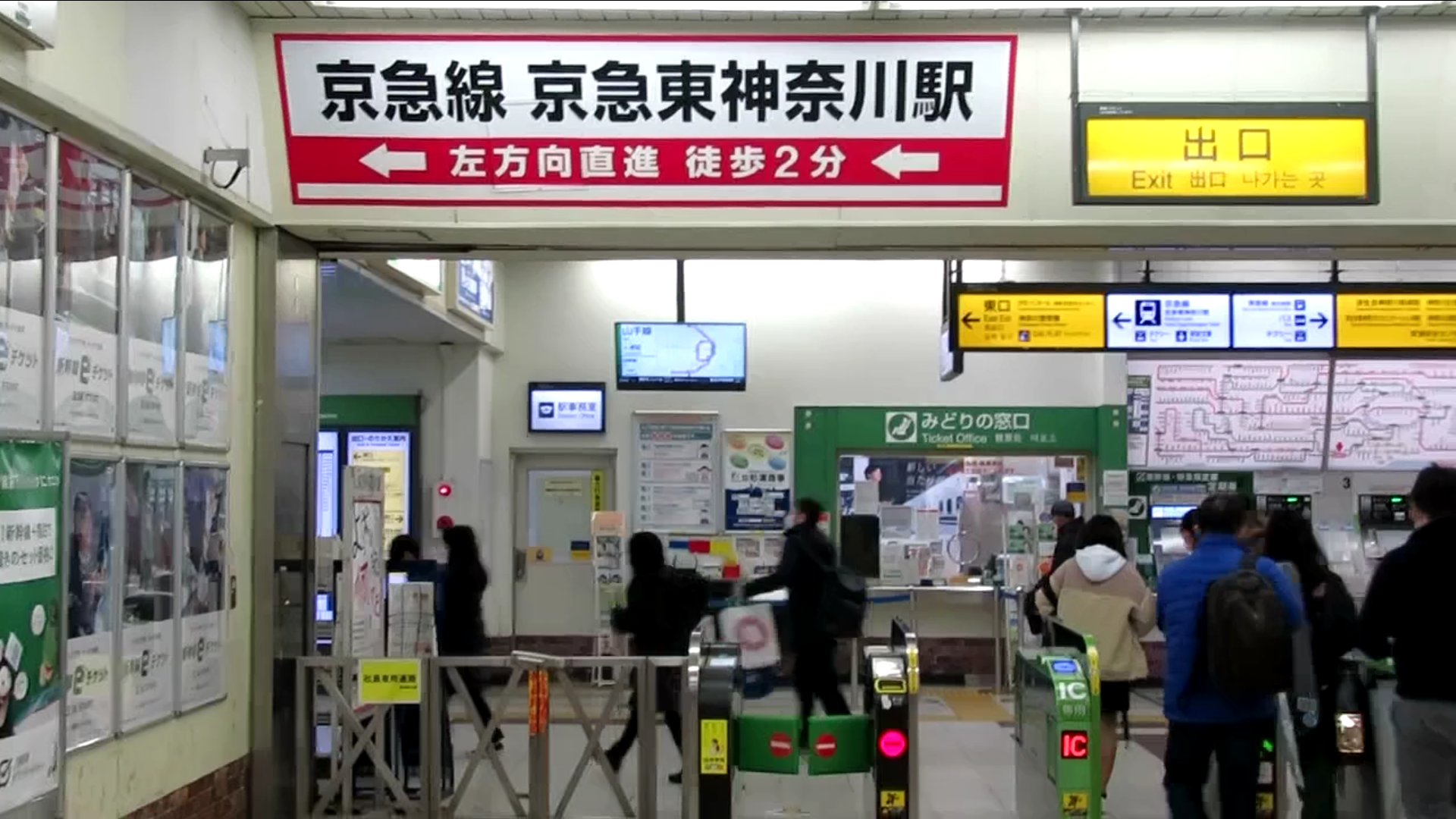
京急東神奈川駅への乗り換え案内

周辺はかなっくシティと呼ばれ、再開発が進んでいる。また、付近を走る京急本線の京急東神奈川駅が駅前にあり、両駅を結ぶペデストリアンデッキ（歩道橋、愛称「かなっくウォーク」）が整備されていて、乗換えが可能であるが、このペデストリアンデッキには屋根がない。なお、京急東神奈川駅（当時は仲木戸駅）との連絡運輸は従来実施していなかったが、2008年3月15日より定期券に限り開始することとなった。さらに、乗換駅であることをより分かりやすくするべく2020年3月に仲木戸駅は京急東神奈川駅に改称された。また、駅ビルのCIAL PLATが2009年10月7日に開業した。

#### 周辺施設
- 神奈川台場跡 - 横浜港の開港に合わせて勝海舟が設計
- 駅ビルCIAL PLAT
- 京急東神奈川駅
- かなっくホール
- かなっくシティ東部療育ビル
- 横浜市立神奈川小学校
- 横浜市かながわ保育園
- 神奈川警察署東神奈川駅前交番
- 神奈川県神奈川警察署
- 成仏寺
- 東神奈川駅前郵便局
- 第一京浜
- 首都高速道路横羽線東神奈川出入口

### 西口
以前から歩道橋が整備されていたが、東口再開発と合わせてペデストリアンデッキに再整備、バスロータリーも整えられた。

#### 周辺施設
- 神奈川区総合庁舎
- 横浜市神奈川公会堂
- 横浜市立神奈川図書館
- 反町公園
- 横浜銀行アイスアリーナ
- 神奈川簡易裁判所
- 済生会東神奈川リハビリテーション病院
- 横浜西神奈川郵便局
- 東海プラザ
  - イオンスタイル東神奈川（旧・東神奈川サティ→イオン東神奈川店）
  - 北陸銀行 横浜支店
- 東急東横線東白楽駅
- 東急東横線反町駅
- 第二京浜・横浜上麻生道路・横浜新道
- 神奈川県立神奈川総合高等学校
- 神奈川県立神奈川工業高等学校
- 神奈川大学横浜キャンパス
- 学校法人大原学園 横浜校
  - 一号館：大原簿記情報ビジネス専門学校 横浜校
  - 二号館：大原医療秘書福祉保育専門学校 横浜校
  - 三号館：大原法律公務員専門学校 横浜校
  - 四号館：資格の大原 横浜校
- 学校法人三幸学園
  - 横浜こども専門学校
  - 横浜リゾート&スポーツ専門学校
  - 横浜ビューティー&ブライダル専門学校
  - 横浜カフェ&スイーツ専門学校
- 孝道山（孝道教団本部）
- マルエツ 東神奈川店

## バス路線
| のりば               | 運行事業者           | 系統・行先                                                                  |
| 東神奈川駅前（東口） | 東神奈川駅前（東口） | 東神奈川駅前（東口）                                                        |
| -------------------- | -------------------- | --------------------------------------------------------------------------- |
| －                   | 横浜市営バス         | 48：横浜駅前（東口）                                                        |
| 東神奈川駅西口       |                      |                                                                             |
| 1                    | 横浜市営バス         | 31：大口駅 / 白幡東町                                                       |
| 2                    | 横浜市営バス         | 59：新綱島駅 / 大豆戸交差点                                                 |
| 3                    | 横浜市営バス         | - 7：川崎駅西口 - 29：鶴見駅前（東口）                                      |
| 4                    | 横浜市営バス         | （降車専用）                                                                |
| 5                    | 横浜市営バス         | - 36：西菅田団地 / 緑車庫前 - 82：八反橋 - 82・88：神大寺入口               |
| 6                    | 横浜市営バス         | - 38・84 ：鶴見駅西口 - 39：緑車庫前 / 中山駅前 - 88：市民病院              |
| 8                    | 横浜市営バス         | - 7・29：横浜駅前（東口） - 31・36・38・39・59・82・326（急行）：横浜駅西口 |

## その他
- 横浜駅 - 甲府駅・松本駅間を京浜東北線、横浜線、中央本線、篠ノ井線を経由して運行していた臨時特急「はまかいじ」は、下り・上りとも当駅に停車していたが、自動列車保安装置を切り替えるため[注釈 6]の運転停車であり、旅客が当駅で乗降することはできなかった。このため、乗車する際は横浜駅または新横浜駅まで向かう必要があった。
- みなとみらい線の当初計画は、当駅起点で横浜線と直通運転するというものだった。

## 隣の駅
東日本旅客鉄道（JR東日本）
 京浜東北線
■快速・■各駅停車
新子安駅 (JK 14) - 東神奈川駅 (JK 13) - 横浜駅 (JK 12)
 横浜線（横浜駅 - 当駅間は東海道本線（京浜東北線））
■快速
横浜駅 (JK 12) - 東神奈川駅 (JH 13) - 菊名駅 (JH 15)
■各駅停車
横浜駅 (JK 12) - 東神奈川駅 (JH 13) - 大口駅 (JH 14)

### かつて存在した路線
日本国有鉄道
東海道本線貨物支線
東神奈川駅 - 海神奈川駅
東海道本線貨物支線
東神奈川駅 - 東高島駅
どちらの路線も1959年（昭和34年）4月1日廃止

### 記事本文